# Podróż apostolska Jana Pawła II do Egiptu
Podróż apostolska Jana Pawła II do Egiptu – jedyna pielgrzymka papieża Jana Pawła II do Egiptu. Odbyła się w dniach 24-26 lutego 2000. Była to 90. zagraniczna podróż Jana Pawła II.
Wizyta była pierwszym etapem „pielgrzymki jubileuszowej do źródeł wiary” w jubileuszowym roku 2000. Kolejną częścią pielgrzymki była podróż do Jordanii i Izraela. Papież planował z tej okazji również wizytę w Iraku, w Ur Chaldejskim, jednak władze Iraku nie wydały pozwolenia na przyjazd. Jan Paweł II przyjechał do Egiptu przede wszystkim w celu odwiedzenia Góry Synaj, na której według Biblii Bóg przekazał Mojżeszowi Dekalog. Ważnym elementem pielgrzymki były też spotkania ekumeniczne.

## Przebieg pielgrzymki
Papież przyleciał 24 lutego do Kairu, gdzie witali go prezydent Egiptu Husni Mubarak, koptyjski patriarcha Aleksandrii Stefan II Ghattas, biskup chaldejski Youssef Ibrahim Sarraf, biskupi rzymskokatoliccy oraz wielki imam uniwersytetu Al-Azhar. Tego dnia odbył spotkania z prezydentem, wielkim imamem oraz z Szenudą III, patriarchą koptyjskiego Kościoła ortodoksyjnego. Kolejnego dnia w Kairze Jan Paweł II odprawił mszę (pierwszą we współczesnym Egipcie sprawowaną poza murami kościoła) oraz uczestniczył w spotkaniu ekumenicznym. Ostatniego dnia pielgrzymki papież odwiedził prawosławny klasztor św. Katarzyny pod górą Synaj, gdzie wygłosił homilię podczas liturgii słowa.   